# Verucchio
Verucchio é uma comuna italiana da região da Emília-Romanha, província de Rimini, com cerca de 8.586 habitantes. Estende-se por uma área de 27 km², tendo uma densidade populacional de 318 hab/km². Faz fronteira com Poggio Berni, Rimini, San Leo (PU), Santarcangelo di Romagna, Sassofeltrio (PU), Torriana.

## Demografia
| Variação demográfica do município entre 1861 e 2011                               |
|                                                                                   |
| Fonte: Istituto Nazionale di Statistica (ISTAT) - Elaboração gráfica da Wikipedia |